# Zetheumenidion
Zetheumenidion (лат.) — род одиночных ос (триба Zethini, Eumeninae). Известно около 5 видов. Афротропика (Ботсвана, Зимбабве, Намибия, Танзания, Эфиопия, Южная Африка).

## Описание
Осы средних и мелких размеров (около 1 см). Окраска чёрная с светлыми пятнами и перевязями. Взрослые самки охотятся на личинок насекомых, которые служат кормом для развития собственных личинок осы. От близких родов отличаются следующими признаками: пронотальный киль с полупрозрачной ламеллой; проподеальные вальвулы увеличены, удлиненные; тергит I не более чем в два раза длиннее своей задней ширины в дорсальном виде, редко длиннее.

## Классификация
Известно около 5 видов. Род был выделен в 1926 году для вида Eumenes femoratus Schulthess, 1910. Род включают в состав трибы Zethini из подсемейства Eumeninae (или выделяют в отдельное подсемейство Zethinae).
- Zetheumenidion celonitiforme (Giordani Soika, 1944)[7]
- Zetheumenidion femoratum femoratum (Schulthess, 1910)[8]
- Zetheumenidion femoratum flavissimum Giordani Soika & Salt, 1987
- Zetheumenidion hessei (Giordani Soika, 1944)[7]
- Zetheumenidion invertitus (Giordani Soika, 1944)[7]
- Zetheumenidion pulchripenne (Cameron, 1910)[9]